# Wakana (歌手)
Wakana（わかな、1984年12月10日 - ）は、日本の女性歌手。福岡県出身。ボーカルユニット「Kalafina」のメンバーとして活動後、ソロの歌手として活動している。スペースクラフトプロデュース所属。身長159cm。所属レーベルはビクターエンタテイメント。

## 来歴
12歳から声楽を学び、17歳より多数のクラブイベントに出演。上京後、2006年に梶浦由記のソロプロジェクトであるFictionJunctionのボーカリストに抜擢され、WAKANAとしてOVA『北斗の拳 ～ユリア伝～』の挿入歌を担当。 翌年には、劇場アニメ『北斗の拳 ～ラオウ伝 激闘の章～』の挿入歌を担当した。
2007年、梶浦プロデュースによる劇場アニメ『空の境界』の主題歌プロジェクトとしてスタートした「Kalafina」のメンバーに抜擢され、翌年1月23日にSME Recordsからデビューした。Kalafinaの2枚目のアルバム 『Red Moon』はオリコンウィークリーチャート5位を記録した他、2015年には日本武道館で2日間にわたり単独ライブを成功させ、同公演を収録したBDはオリコンの週間チャートで1、2位を記録した。さらに同年9月リリースの5枚目のアルバム『far on the water』はオリコンの週間チャートで2位を記録した。
また、2008年にはコーラスワークとして、SMAP、藤澤ノリマサ、戸松遥などのレコーディングに参加するなど、圧倒的な歌唱力と透明感のある歌声で注目を集める。
2018年2月、Kalafinaのプロデュースを手掛ける梶浦がスペースクラフトプロデュースを退社した。続いて4月にメンバーのKeiko、10月にHikaruが同事務所を退社したことに伴い、Kalafinaは事実上の活動休止状態となる。それに伴って、事務所に残ったWakanaのみがソロで音楽活動を継続することになった。なお、Kalafinaは2019年3月13日に正式に解散発表をした。
2018年10月、全国4都市で開催された初のソロライブであるWakanaライブツアー「Wakana Live Tour 2018 ～時を越えて～」の追加公演である、10月17日に東京「マイナビBLITZ赤坂」のライブ終盤のMC内で、ソロ第一弾シングル「時を越える夜に」でJVCケンウッド・ビクターエンタテインメントよりソロデビューする事が発表された。。
2019年2月6日（水）、ソロデビューシングル『時を越える夜に』をリリース。また同シングルに続き、早くも3月20日（水）に、自身のアーティスト名を冠した1枚目のアルバム『Wakana』を武部聡志プロデュースにより、リリース。武部のほかに、松本良喜、安藤裕子、松本俊明らが楽曲提供者として参加している。ソロデビューシングルに収録された『時を超える夜に』『翼』の他、中島美嘉のヒット曲雪の華を作詞作曲したsatomi、 松本良喜が再び揃い作詞、作曲を担当し制作された瑠璃色の空等が収録されている。
2019年11月20日にEPであるアキノサクラをリリース。表題曲の作詞作曲は斉藤慶、平義経。編曲は藤本和則。表題のアキノサクラは枯れ葉のことを表しており、秋の切なさを思わせるバラード。打って変わったアップテンポの楽曲である恋はいつも、リリース後のコンサートでもよく披露される夕焼け、そのoff vocal版が収録されている。
2020年2月26日セカンドアルバム『magic moment』をリリース。夢見クジラ、前作にも参加した櫻井美希らが楽曲提供者として参加している。 Wakanaらしさのある幽玄で壮大なバラード、春の時期らしい爽やかなアップテンポをバランスよく組み込み、ファーストアルバムとはガラッと変わった曲調の数々が聞き手からは名盤と名高い。コロナ禍の外出自粛のお願いに伴い、同年に予定されていたアルバムのリリースイベントや表題曲をタイトルとしたコンサートは再三の延期を余儀なくされた。
2020年9月、コロナ禍のため東京在住のFC会員に観覧を募り『Anine Classics』企画の記者会見が行われ、同年2020年12月22日、紀尾井ホールにて『Wakana Anine Classics』のコンサートが発表された。コロナ禍に配慮し生配信も行われた。
2021年4月21日、1年延期されていたmagic momentを表題としたセカンドアルバムのコンサートを開催。翌日22日には再び政府より行動自粛の勧告が行われた。
2023年05月31日、オリジナル3rdアルバム『そのさきへ』収録曲「KEMONO feat.清塚信也」Music Video公開。アニメ制作は絵本アニメクリエイター twotwotwo が制作担当。

## 作品

### シングル
| # | 発売日         | タイトル        | 規格品番   | 備考                                                                             | 最高位 |
| - | -------------- | --------------- | ---------- | -------------------------------------------------------------------------------- | ------ |
| 1 | 2019年2月6日   | 時を越える夜に  | VICL-37455 |                                                                                  | 36位   |
| 2 | 2019年11月20日 | アキノサクラ EP | VIZL-1671  | CD+DVD(「アキノサクラ（Music Video）」「アキノサクラ（Music Videoメイキング）」) | 34位   |
| 2 | 2019年11月20日 | アキノサクラ EP | VICL-65270 |                                                                                  | 34位   |

### アルバム
| # | 発売日        | タイトル                      | 規格品番               | 備考 | 最高位 |
| - | ------------- | ----------------------------- | ---------------------- | --- | ------ |
| 1 | 2019年3月20日 | Wakana                        | 初回限定盤A：VIZL-1573 | CD+DVD(「時を越える夜に（Music Video）」「時を越える夜に（Music Videoメイキング）」) | 19位   |
| 1 | 2019年3月20日 | Wakana                        | 初回限定盤B：VIZL-1574 | SHM-CD、LPサイズジャケット仕様、ボーナスディスク（全曲インストゥルメンタル収録）つき2枚組 LPサイズフォトブックレット、ジャケットビジュアルB2ポスター                                                  | 19位   |
| 1 | 2019年3月20日 | Wakana                        | 通常盤 ：VICL-65175    | | 19位   |
| 2 | 2020年2月26日 | magic moment                  | 初回限定盤A：VIZL-1730 | 2CD(通常版＋LIVE CD「Wakana Winter Special Live 2019 ～瞬き～ at マイナビBLITZ赤坂」) | 22位   |
| 2 | 2020年2月26日 | magic moment                  | 初回限定盤B：VIZL-1731 | SHM-CD、LPサイズジャケット仕様、ボーナスディスク（全曲インストゥルメンタル収録）つき2枚組 LPサイズフォトブックレット、ジャケットビジュアルB2ポスター                                                  | 22位   |
| 2 | 2020年2月26日 | magic moment                  | 通常盤 ：VICL-65328    | | 22位   |
| 3 | 2020年12月9日 | Wakana Covers~Anime Classics~ | 初回限定盤：VIZL- 1830 | CD + DVD | 42位   |
| 3 | 2020年12月9日 | Wakana Covers~Anime Classics~ | 通常盤：VICL-65447     | | 42位   |
| 4 | 2023年5月31日 | そのさきへ                    | 初回限定盤A：VIZL-2189 | CD+DVD 特典DVDには「Wakana Classics 2022 ～Christmas Special～」の模様を収録。 |        |
| 4 | 2023年5月31日 | そのさきへ                    | 初回限定盤B：VIZL-2190 | 2CD+DVD+フォトブックレット LPサイズジャケット仕様、LPサイズフォトブックレット、B2変形サイズポスター、初回限定盤Aと同一内容のDVD、「Wakana Classics 2022 ～Christmas Special～」のライブCDが付属する。 |        |
| 4 | 2023年5月31日 | そのさきへ                    | 通常盤：VICL-65821     | CDのみ |        |

### 映像作品
| # | 発売日        | タイトル                                          | 規格品番                 | 備考 | 最高位 |
| - | ------------- | ------------------------------------------------- | ------------------------ | --- | ------ |
| 1 | 2019年9月25日 | Wakana Live Tour 2019 ～VOICE～ at 中野サンプラザ | BD 初回限定盤：VIZL-1647 | 特典映像「Documentary of Wakana Live Tour 2019 ～VOICE～」、 フォトブック52P、スリーブケース入りデジパック仕様（縦14cm×横19cm） | 30位   |
| 1 | 2019年9月25日 | Wakana Live Tour 2019 ～VOICE～ at 中野サンプラザ | BD 通常盤：VIXL-278      | | 30位   |
| 2 | 2021年8月11日 | Wakana Spring Live ～magic moment～ 2021          | BD 初回限定盤：VIZL-1914 | ドキュメント映像（42分収録）、フォトブック52P、三方背スリーブケース入りデジパック仕様                                           | 15位   |
| 2 | 2021年8月11日 | Wakana Spring Live ～magic moment～ 2021          | BD 通常盤：VIXL-344      | | 15位   |

## 参加作品

### 参加CD
- トリビュートアルバム「ジブリをうたう」 （2023年11月1日）
  - もののけ姫

#### FictionJunction
- 「真救世主伝説 北斗の拳 ラオウ伝 殉愛の章/ユリア伝」 オリジナルサウンドトラック　(2007年2月21日)
  - 光の行方
  - Where the lights are (Japanese Ver.)
- Revo  & 梶浦由記 コラボレーションシングル「Dream Port」（2008年6月18日）
  - 「砂塵の彼方へ…」
- アルバム「Everlasting Songs」（2009年2月25日）
  - 「銀の橋」
  - 「水の証」他コーラス部分も担当
- シングル「Parallel Hearts」（2009年4月29日）
  - 「Parallel Hearts」
- 『PandoraHearts』 オリジナルサウンドトラック１ （2009年7月8日）
  - 「Pandora hearts」
  - 「Parallel Hearts」（TVサイズ）
  - 「Bloody rabbit」
  - 「Preparation」
- 『歴史秘話ヒストリア』 オリジナルサウンドトラック （2009年8月26日）
  - 「Historia : opening theme」
  - 「where I stand」
  - 「ordinary dream」
  - 「Historia : closing theme」
- 『PandoraHearts』 オリジナルサウンドトラック２ （2009年9月30日）
  - 「everytime you kissed me」
  - 「Pandora hearts expanded」
- シングル「時の向こう 幻の空」（2010年1月27日）
  - 「時の向こう 幻の空」
  - 「野原」（コーラス）
- 『おおかみかくし』オリジナルサウンドトラック （2010年3月24日）
  - 「時の向こう 幻の空」（TVサイズ）
- ライブアルバム「FictionJunction 2008-2010 The BEST of Yuki Kajiura LIVE」（2010年5月12日）
- オムニバスアルバム「勇者シリーズ２０周年記念　HARVEST」（2011年2月23日）
  - 「Gatherway」
- シングル「stone cold」（2011年8月3日）
  - 「stone cold」
  - 「ひとりごと」
- 『セイクリッドセブン』オリジナルサウンドトラック（2011年10月5日）
  - 「stone cold」（TVサイズ）
- 『戦律のストラタス』オリジナルサウンドトラック（2011年10月27日）
  - 「eternal blue」（ゲームサイズ）
- ファンクラブ限定発売シングル「sing a song」（2012年3月16日）
  - 「sing a song」
  - 「silent moon」
- シングル「distance」（2012年8月29日発売）
  - 「distance」
  - 「eternal blue」

#### Kalafina
- Kalafina時代の活動については「Kalafina」を参照。

#### コーラス参加
- 藤澤ノリマサ「ダッタン人の踊り」
- SMAP「ひとつだけの愛～アベ・マリア－」
- 戸松遥 「産巣日の時」

### 参加DVD
- Yuki Kajiura LIVE 2008.07.31（2008年12月24日）
- FictionJunction～Yuki Kajiura LIVE Vol.#4 PART2～（2009年12月23日）
- FictionJunction 「Animelo Summer Live 2009 RE:BRIDGE 8.23」（2010年2月24日）
- Kalafina 「Kalafina LIVE 2010“Red Moon” at JCB HALL 〜Kajiura Produce 3rd Anniversary LIVE TOUR〜」（2010年12月1日）
- "After Eden" Special LIVE 2011 at TOKYO DOME CITY HALL (2012年3月21日)

## ライブ
| 年月日         | タイトル                                                                        | 会場                                                  |
| -------------- | ------------------------------------------------------------------------------- | ----------------------------------------------------- |
| 2018年8月11日  | Kalafina “Wakana”・龍 真咲 シンフォニーコンサート with ローマ・イタリア管弦楽団 | 東京オペラシティ コンサートホール                     |
| 2018年9月24日  | Wakana Live Tour 2018 ～時を越えて～                                            | EXシアター                                            |
| 2018年9月28日  | Wakana Live Tour 2018 ～時を越えて～                                            | ももちパレス（福岡県立ももち文化センター）            |
| 2018年10月2日  | Wakana Live Tour 2018 ～時を越えて～                                            | 名古屋市芸術創造センター                              |
| 2018年10月14日 | Wakana Live Tour 2018 ～時を越えて～                                            | IMPホール                                             |
| 2018年10月17日 | Wakana Live Tour 2018 ～時を越えて～                                            | マイナビBLITZ（赤坂BLITZ）                            |
| 2019年4月4日   | Wakana LIVE TOUR 2019 ～VOICE～                                                 | 飯能市市民会館 大ホール                               |
| 2019年4月6日   | Wakana LIVE TOUR 2019 ～VOICE～                                                 | NHK大阪ホール                                         |
| 2019年4月14日  | Wakana LIVE TOUR 2019 ～VOICE～                                                 | 札幌市教育文化会館 大ホール                           |
| 2019年4月20日  | Wakana LIVE TOUR 2019 ～VOICE～                                                 | SENDAI GIGS                                           |
| 2019年4月26日  | Wakana LIVE TOUR 2019 ～VOICE～                                                 | 中野サンプラザ                                        |
| 2019年5月4日   | Wakana LIVE TOUR 2019 ～VOICE～                                                 | 福岡国際会議場                                        |
| 2019年5月12日  | Wakana LIVE TOUR 2019 ～VOICE～                                                 | 日本特殊陶業市民会館（名古屋市民会館） ビレッジホール |
| 2019年12月8日  | Wakana Winter Special Live 2019 ～瞬き～                                        | 梅田CLUB QUATTRO                                      |
| 2019年12月10日 | Wakana Winter Special Live 2019 ～瞬き～                                        | マイナビBLITZ赤坂（赤坂BLITZ）                        |
| 2020年12月22日 | Wakana Anime Classic 2020                                                       | 紀尾井ホール                                          |
| 2021年4月24日  | Wakana spring Live 2020 ～magic moment～                                        | 大手町三井ホール                                      |
| 2021年11月13日 | Wakana Billboard Live 2021                                                      | Billboard Live 横浜                                   |
| 2021年12月10日 | Wakana Birthday Classic ～Happy Hello Day～                                     | 紀尾井ホール                                          |
| 2022年9月1日   | Wakana Billboard Live 2022                                                      | Billboard Live 大阪                                   |
| 2022年9月9日   | Wakana Billboard Live 2022                                                      | Billboard Live 横浜                                   |
| 2022年12月22日 | Wakana Classics 2022~Christmas Special~                                         | 紀尾井ホール                                          |
| 2023年7月6日   | Wakana Billboard Live 2023~そのさきへ~                                          | Billboard Live 横浜                                   |
| 2023年7月20日  | Wakana Billboard Live 2023~そのさきへ~                                          | Billboard Live 大阪                                   |
| 2023年12月15日 | Wakana Classics 2023 ~Winter Party~                                             | 浜離宮朝日ホール                                      |

### FC限定イベント、出演イベントほか
- Wakana Botanical Land ～Music Party Vol.1～　（2019年9月14日、会場: はまぎんホール ヴィアマーレ）
- 『武部聡志 Premium Duo Session Special Vol.9』（2019年11月23日、会場: JZ Brat SOUND OF TOKYO）
- 武部聡志プロデュース 『ジブリをうたう』 コンサート （2024年3月29日、会場: 東京国際フォーラム ホールA）

## 受賞
- Weibo Account Festival in Tokyo 2020 - クラシックアニソンシンガー賞